# Haim (ban nhạc)
Haim (/ˈhaɪɪm/ HY-im; nghĩa là "cuộc sống" trong tiếng Hebrew, viết cách điệu thành HAIM) là ban nhạc rock người Mỹ, thành lập tại Los Angeles và gồm ba chị em, Este (guitar bass và hát chính), Danielle (hát chính, guitar và trống) và Alana Haim (guitar, keyboards và hát chính). Ngoài những nhạc cụ chính, mỗi thành viên trong ban nhạc cũng thành thạo một số nhạc cụ khác. Dòng nhạc pop trên các sản phẩm phòng thu của họ tạo nên sự tương phản với âm nhạc hướng rock hơn trên các buổi biểu diễn trực tiếp.
Các thành viên sinh trưởng trong một gia đình âm nhạc và bắt đầu chơi nhạc cụ từ khi còn rất nhỏ trong ban nhạc cover Rockinhaim, do cha mẹ của họ, Moti và Donna, thành lập. Hai chị cả, Este và Danielle, từng chơi cho nhóm nhạc pop Valli Girls vào năm 2005, phát hành một số bài hát trên các album tuyển tập và nhạc phim. Năm 2007, họ thành lập ban nhạc Haim với em gái Alana, nhưng không theo đuổi con đường sự nghiệp chuyên nghiệp trong vài năm. Sau khi Danielle trở thành một nghệ sĩ guitar thành công, đầu tiên với Jenny Lewis và sau đó là Julian Casablancas, Haim tái hợp vào năm 2012.
EP đầu tay của nhóm, Forever, thu về những lời đánh giá tích cực tại liên hoan South by Southwest, giúp nhóm đạt được một thỏa thuận với hãng đĩa Polydor Records và công ty quản lý Roc Nation của Jay-Z vào giữa năm 2012. Ban nhạc bắt đầu thu âm cho album đầu tiên, Days Are Gone (2013), giữa tour diễn và trình diễn tại Liên hoan Glastonbury. Album dẫn đầu bảng xếp hạng ở nhiều quốc gia và được đánh giá cao trong các danh sách tổng kết cuối năm 2013. Nhóm được đề cử cho Giải Grammy cho Nghệ sĩ mới xuất sắc nhất tại Giải Grammy lần thứ 57.  Album thứ hai của họ, Something to Tell You, được phát hành vào tháng 7 năm 2017. Album thứ ba của nhóm, mang tên Women in Music Pt. III, được phát hành vào tháng 6 năm 2020. Nhóm được đề cử tại Lễ trao giải Grammy lần thứ 63 cho Album của năm (cho Women in Music Pt. III) và Bài hát Rock hay nhất (cho "The Steps").

## Danh sách đĩa nhạc
- Days Are Gone (2013)
- Something to Tell You (2017)
- Women in Music Pt. III (2020)